# Jitka Chalánková
Jitka Chalánková (* 23. března 1957 Bruntál) je česká lékařka a politička. V letech 2004 až 2014 byla zastupitelkou Olomouckého kraje, v letech 2010 až 2017 poslankyní Poslanecké sněmovny PČR. V letech 2015 až 2017 byla místopředsedkyní TOP 09, v letech 2018 až 2024 působila jako nezávislá senátorka za obvod č. 62 – Prostějov.

## Životopis
Narodila se 23. března 1957 v Bruntále v rodině lékaře MUDr. Miroslava Tomšů. Dětství prožila v Náměšti na Hané. Absolvovala gymnázium v Olomouci-Hejčíně. V roce 1982 promovala na Lékařské fakultě Univerzity Palackého – obor všeobecné lékařství.
Jitka Chalánková pracovala jako dětská lékařka v Prostějově. Je společnicí ProMedica, spol. s r.o., provozovatele nestátního zdravotnického zařízení – diagnostika a odborné ambulance.
Jitka Chalánková je vdaná, má čtyři děti. Choť Jitky Chalánkové Tomáš Chalánek je členem Olomouckého krajského předsednictva TOP 09 a řídí regionální organizaci v Prostějově.

## Politické působení
V komunálních volbách v roce 2014 kandidovala jako členka TOP 09 do Zastupitelstva města Prostějova na kandidátce subjektu „TOP 09 a nezávislí Prostějované“, ale neuspěla.
V letech 2004 až 2008 působila jako náměstkyně hejtmana Olomouckého kraje (za KDU-ČSL) pro oblast sociálních věcí, životního prostředí a rozvoje venkova. V letech 2010–2013 byla poslankyní Parlamentu České republiky za TOP 09. Dále byla členkou Zastupitelstva Olomouckého kraje (2012–2014), členkou Komise Rady Olomouckého kraje pro prevenci kriminality a členkou správní rady Univerzity Palackého v Olomouci. V krajských volbách v roce 2016 byla lídryní kandidátky TOP 09 v Olomouckém kraji, ale neuspěla a do zastupitelstva se nedostala.
Ve volbách do Poslanecké sněmovny PČR v roce 2013 kandidovala v Olomouckém kraji jako lídryně TOP 09 a STAN a byla znovu zvolena poslankyní. Od 31. října 2013 do 8. prosince 2015 byla místopředsedkyní Poslaneckého klubu TOP 09 a Starostové. Na 4. celostátním sněmu strany v listopadu 2015 v Praze byla zvolena místopředsedkyní strany. Od delegátů obdržela 135 hlasů (tj. 78 %).
Ve volbách do Poslanecké sněmovny PČR v roce 2017 již nekandidovala, skončila také jako místopředsedkyně strany. V červnu 2018 z TOP 09 vystoupila, dle jejích slov se strana odklonila od konzervativních hodnot.

### Senátorka
Ve volbách do Senátu PČR v roce 2018 kandidovala jako nezávislá (s podporou Konzervativní strany a Koruny České) v obvodu č. 62 – Prostějov. Původně chtěla kandidovat za TOP 09, předsednictvo strany ale její kandidaturu neschválilo (ze strany následně vystoupila). Se ziskem 12,68 % hlasů skončila v prvním kole voleb na 2. místě a ve druhém kole se utkala se sociální demokratkou Boženou Sekaninovou. Tu nakonec porazila poměrem hlasů 59,85 % : 40,14 % a stala se senátorkou. V lednu 2020 vstoupila do Senátorského klubu ODS.
V Senátu byla členkou Ústavně-právního výboru, Stálé komise Senátu pro práci Kanceláře Senátu a Stálé delegace Parlamentu České republiky do Středoevropské iniciativy.
V listopadu 2022 se stala předsedkyní nově založeného Podvýboru pro rodinu Výboru pro sociální politiku. Na úvodní schůzi společně s Danielou Kovářovou představily jediný návrh, kterým je oceňování manželských párů za věrnost, protože jak sdělila: „Chceme ukázat krásu manželského svazku”. Manžele, kteří jsou dobrým příkladem ostatním, by podle Chalánkové měly oceňovat buď různé organizace nebo obce. Na otázku Adély Šípové (Piráti), zda by byli oceňovaní i dlouholetí registrovaní partneři, pokud by je někdo nominoval, Chalánková odpověděla zamítavě s tím, že „tímto směrem ta myšlenka určitě nešla”. Návrh se na sociálních sítích stal terčem kritiky. Senátní podvýbor pro rodinu oceňování věrných manželství nepodpořil.
Ve volbách do Senátu PČR v roce 2024 již nekandidovala.

### Kauza rodiny Michalákových
Aktivně se angažuje v kauze rodiny Michalákových, kde dva čeští chlapci byli odebráni matce norským úřadem pro ochranu dětí Barnevernet. V květnu 2014 kvůli tomu interpelovala na půdě sněmovny ministry zahraničí, spravedlnosti a práce a sociálních věcí nebo kvůli tomu jednala s norskou velvyslankyní v Česku.

### Názory
V rozhovoru s deníkem Aktuálně.cz v roce 2015 uvedla, že by se měli trestně stíhat oznamovatelé násilí na dětech, pokud se skutek neprokázal. Argumentovala snahou o potírání hlášení se zlým úmyslem. Vyjádření se setkalo s kritikou odborné veřejnosti, která oponovala tím, že by taková právní úprava naopak odradila i poctivé ohlašovatele. Stávající znění navíc již umožňuje stíhat osobu za křivé obvinění.
V tom samém roce také usilovala o to, aby sněmovní sociální výbor zpracoval novelu zákona, která by krátkodobou pěstounskou péči zrušila nebo alespoň omezila. Obávala se zneužívání této role jen za účelem výdělku. Přitom v roce 2015 bylo pouze zhruba 300 osob, které nabízeli přechodnou péči o malé děti. Její výroky pobouřily bývalé klienty dětských domovů, pěstouny a lidskoprávní aktivisty, kteří poslali otevřený dopis tehdejšímu předsedovi TOP 09.